# Jesse Chacón
Pour les articles homonymes, voir Chacón.
Jesse Chacón, né le 9 novembre 1965 à Caracas, est un ingénieur, militaire et homme politique vénézuélien. 
Il occupe sept fois un portefeuille de ministre (Communication et de l'Information deux fois, Justice, Télécommunications, Présidence, Intérieur et enfin pour les Sciences, les Technologies et les Industries intermédiaires) avant d'être nommé en 2009 président de l'institut de sondage Grupo de Investigación Social, Siglo XXI (GISXXI) puis ministre de l'Énergie électrique le 21 avril 2013 par le nouveau président Nicolás Maduro élu le 14 avril.

## Biographie

### Formation
Jesse Chacón, de son nom complet Jesse Chacón Escamillo, est diplômé de l'Académie militaire où il rencontre le futur président Hugo Chávez en 1987 avec une licence en arts et sciences militaires. En 1996, il devient ingénieur système à l'Institut polytechnique des forces armées nationales puis obtient deux diplômes, l'un en télématique à l'Institut national des télécommunications en France, et l'autre à l'université Simón Bolívar de Caracas au Venezuela.

### Coups d'État de 1992
Alors qu'il a le grade de lieutenant, Jesse Chacón participe au coup d'État militaire de novembre 1992 au Venezuela qui succède au coup d'État de février dirigé par le lieutenant-colonel et actuel président Hugo Chávez visant à renverser le président Carlos Andrés Pérez mais il est arrêté et passe un temps en prison. Chacón participe alors à la création de la chaîne de télévision nationale VTV.

### Carrière politique
À l'arrivée du pouvoir d'Hugo Chávez en 1999, il occupe plusieurs postes à responsabilités. Cette année-là, il intègre le comité de gestion générale des opérations de la Commission nationale des télécommunications du Venezuela ou (Conatel), commission dont il devient directeur général en mai 2001.

#### 2003 - 2004: Ministre de la Communication et de l'Information
Le 4 juillet 2003, il est nommé ministre de la Communication et de l'Information du Venezuela, portefeuille qu'il détient une deuxième fois entre de décembre 2008 à avril 2009. Il remplace Nora Uribe qui a délaissé son portefeuille ministériel pour des raisons inconnues mais le journal El Nacional précise que le président Hugo Chávez l'aurait renvoyée après que des problèmes techniques ont « ruiné » la retransmission de l'un de ses discours.

#### 2004 - 2007: Ministre de l'Intérieur
Le 1er septembre 2004, il est nommé ministre de l'Intérieur, poste qu'il occupe jusqu'au 6 janvier 2007 quand il change de portefeuille pour celui des Télécommunications.

#### 2007 - 2008: Ministre des Télécommunications
Le 7 janvier 2007, il est remplacé par Pedro Carreño comme ministre de l'Intérieur et change de portefeuille pour devenir ministre des Télécommunications, un ministère nouvellement créé, comme celui des Peuples indigènes attribué à la militante de la cause indigène de longue date, Nicia Maldonado.

#### 2008: Ministre de la Présidence etalcalde
En janvier 2008, il est nommé ministre de la Présidence de la République. En juin 2008, il est élu alcalde de la municipalité de Sucre dans le District de la capitale sur la liste du Parti socialiste unifié du Venezuela (PSUV). Aux élections municipales du 23 novembre, il est battu par le candidat de l'opposition Carlos Ocariz du parti Primero Justicia.

#### 2008 - 2009: Ministre de la Communication et de l'Information
En décembre, il est de nouveau ministre de la Communication et de l'Information jusqu'en avril 2009.

#### 2009: Ministre pour les Sciences, les Technologies et les Industries intermédiaires
En avril 2009, il est nommé ministre pour les Sciences, les Technologies et les Industries intermédiaires, portefeuille qu'il garde jusqu'au 6 décembre 2009 lorsqu'il démissionne, après l'arrestation de son frère Arne Chacón pour son implication dans des affaires de corruption liées à sept institutions financières du pays. Il précise que l'une des raisons de sa démission est d'établir qu'il n'a aucun lien avec les institutions concernées.

#### 2009 - 2013: En dehors des sphères gouvernementales
À partir de 2009, il dirige l'institut de sondage Grupo de Investigación Social, Siglo XXI (GISXXI), considéré comme soutien très favorable au président Hugo Chávez.

#### 2013 - 2015: Ministre de l'Énergie électrique
Le 14 avril 2013, Nicolás Maduro remporte l'élection présidentielle et constitue un nouveau cabinet gouvernemental le 21 avril. Conservant 15 des 23 ministres en place sous la présidence Hugo Chávez, il rappelle Jesse Chacón, écarté des responsabilités ministérielles depuis 2009, et le nomme ministre de l'Énergie électrique en remplacement de Héctor Navarro. Dès le 23 avril, le nouveau ministre Chacón annonce un grand plan de développement de l'énergie en sept points. Au mois de juin, il concrétise ce programment en proposant de réguler la consommation électrique du pays en installant 6 millions de compteurs particuliers pour garantir l'approvisionnement en énergie, un problème récurrent à l'échelle nationale. En 2015, il est remplacé au ministère par le général Luis Motta.